# Даришов, Эхтирам Дидей оглы
Эхтирам Дидей оглы Даришов (азерб. Dərişov Ehtiram Didey oğlu; род. 28 декабря 1988, Зарна, Азербайджанская ССР) — азербайджанский боец смешанных единоборств. Чемпион мира, победитель Кубка мира, четырехкратный чемпион Европы, многократный чемпион Азербайджана, победитель и призёр международных турниров по универсальному бою, панкратиону.

## Биография
Эхтирам Даришов родился 28 декабря 1988 года в цахурском селе Зарна, Гахского района Азербайджанской ССР. С 1996 по 2007 года обучался в средней общеобразовательной школе имени Сохраба Алиева родного села. С 2012 по 2017 года был студентом факультета единоборств Азербайджанской государственного университета физической культуры и спорта. В 2008-2009 годах проходил воинскую службу в рядах вооруженных сил Азербайджана. 20 мая 2014 года получил звание мастера спорта по панкратиону. Женат, имеет одного сына.

## Спортивная карьера
В 2001 году, будучи учеником 5 класса, Эхтирам Даришов начал заниматься вольной борьбой в ДЮШС города Гах. В 2006 году приступил к занятиям борьбы без правил. Участвовал в соревнованиях по кунг-фу и универсальных боях. В 2007 году, уже живя в Баку, стал заниматься рукопашным боем в спортивном клубе под руководством заслуженного тренера Дульгяра Аскерова. Данный тренер является также наставником спортсмена и в панкратионе, которым Даришов начал заниматься в 2010 году. После службы в армии в 2008-09 годах вновь приступил к занятиям рукопашным боем. 1 января 2010 года, сдал экзамен и получил пояс первой категории по рукопашному бою. Является членом сборной Азербайджана по панкратиону. Представляет спортивный клуб «Нефтчи» Баку.

Эхтирам Дарышов был одним из факелоносцев в городе Гах, уроженцем которого он является, во время эстафеты огня первых Европейских игр 2015 года, прошедших в столице Азербайджана Баку.

## Достижения

### Чемпионаты и кубки мира
| № | Дата                | Место              | Соревнование   | Версия            | Вес   | Место   |
| - | ------------------- | ------------------ | -------------- | ----------------- | ----- | ------- |
| 1 | 25-26 сентября 2010 | Тбилиси, Грузия    | Кубок мира     | MMA free fighting | 65 кг | Золото  |
| 2 | Октябрь 2015        | Аланья, Турция     | Чемпионат мира | Панкратион        | 62 кг | Серебро |
| 3 | Октябрь 2015        | Аланья, Турция     | Чемпионат мира | ММА               | 62 кг | Бронза  |
| 4 | 20-21 мая 2017      | Кисловодск, Россия | Чемпионат мира | FCF-MMA           | 57 кг | Золото  |

### Чемпионаты Европы
| №  | Дата               | Место             | Соревнование     | Версия                | Вес    | Место    |
| -- | ------------------ | ----------------- | ---------------- | --------------------- | ------ | -------- |
| 1  | 4-5 декабря 2010   | Верия, Греция     | Чемпионат Европы | Панкратион (20+)      | 66 кг  | Бронза   |
| 2  | 4-5 декабря 2010   | Верия, Греция     | Чемпионат Европы | Панкратион (20+)      | -66 кг | Бронза   |
| 3  | 9-11 июня 2011     | Южный, Украина    | Чемпионат Европы | Панкратион            | 60 кг  | Бронза   |
| 4  | 26 ноября 2011     | Верия, Греция     | Чемпионат Европы | Панкратион (18+)      | 66 кг  | Бронза   |
| 5  | 27 ноября 2011     | Верия, Греция     | Чемпионат Европы | Панкратион (18+ full) | 66 кг  | Золото   |
| 6  | 15-17 ноября 2013  | Верия, Греция     | Чемпионат Европы | Панкратион (20+)      | -60 кг | Золото   |
| 7  | 15-17 ноября 2013  | Верия, Греция     | Чемпионат Европы | Панкратион (20+)      | -66 кг | Серебро  |
| 8  | 27-29 июня 2014    | Бухарест, Румыния | Чемпионат Европы | Панкратион (А)        | 66 кг  | Серебро. |
| 8  | 27-29 июня 2014    | Бухарест, Румыния | Чемпионат Европы | ММА                   | 66 кг  | Золото   |
| 9  | 25-27 октября 2014 | Верия, Греция     | Чемпионат Европы | Панкратион (20+)      | -66 кг | Бронза   |
| 10 | 2015               | Тбилиси, Грузия   | Чемпионат Европы | Панкратион            | 62 кг  | Бронза   |
| 11 | 10-12 июня 2016    | Будапешт, Венгрия | Чемпионат Европы | Панкратион (элит)     | 62 кг  | Золото   |
| 12 | 27-29 июня 2016    | Бухарест, Румыния | Чемпионат Европы | Панкратион (B)        | 66 кг  | Золото   |